# New Eyes
New Eyes is het debuutalbum van de Britse elektronische-muziekgroep Clean Bandit. Het album stond gepland om op 12 mei 2014 uitgegeven te worden, maar Clean Bandit bevestigde dat de releasedatum van het album verplaatst is naar 30 mei 2014.
Alle nummers op het album zijn door Clean Bandit geproduceerd.

## Tracklist
Standaard editie
| Nr.                  | Titel                                     | Schrijver(s)                                              | Duur |
| -------------------- | ----------------------------------------- | --------------------------------------------------------- | ---- |
| 1.                   | "Mozart's House" (met Love Ssega)         | Jack Patterson • Ssegawa-Ssekintu Kiwanuka • Grace Chatto | 3:50 |
| 2.                   | "Extraordinary" (met Sharna Bass)         | Patterson • James Napier • Gustave Rudman • Chatto        | 4:16 |
| 3.                   | "Dust Clears" (met Noonie Bao)            | Patterson • Napier • Chatto                               | 4:26 |
| 4.                   | "Rather Be" (met Jess Glynne)             | Patterson • Napier • Nicole Marshall • Chatto             | 3:47 |
| 5.                   | "A+E" (met Kandaka Moore en Nikki Cislyn) | Patterson • Chatto                                        | 4:06 |
| 6.                   | "Come Over" (met Stylo G)                 | Patterson • Jason Andre McDermott • Chatto                | 3:43 |
| 7.                   | "Cologne" (met Nikki Cislyn en Javeon)    | Patterson • Marshall • Uzoechi Emenike • Chatto           | 4:05 |
| 8.                   | "Telephone Banking" (met Love Ssega)      | Patterson • Kiwanuka • Chatto                             | 3:50 |
| 9.                   | "Up Again" (met Rae Morris)               | Patterson • Rachel Morris • Chatto                        | 4:20 |
| 10.                  | "Heart on Fire" (met Elisabeth Troy)      | Patterson • Elisabeth Troy Antwi • Chatto                 | 4:02 |
| 11.                  | "New Eyes" (met Lizzo)                    | Patterson • Melissa Viviane Jefferson • Chatto            | 3:46 |
| 12.                  | "Birch" (met Eliza Shaddad)               | Patterson • Eliza Shaddad • Neil Amin-Smith • Chatto      | 4:15 |
| 13.                  | "Outro Movement III"                      |                                                           | 2:00 |
| Totale lengte: 48:26 |                                           |                                                           |      |

Deluxe editie
| Nr.                    | Titel                                             | Schrijver(s)                           | Duur |
| ---------------------- | ------------------------------------------------- | -------------------------------------- | ---- |
| 1.                     | "Rihanna" (met Noonie Bao)                        | Patterson • Jonnali Parmenius • Chatto | 3:14 |
| 2.                     | "UK Shanty"                                       | Patterson • Shaddad • Chatto           | 3:30 |
| 3.                     | "Nightingale"                                     | Patterson • Marshall • Chatto          | 2:44 |
| 4.                     | "Nightingale" (Gorgon City remix)                 | Patterson • Marshall • Chatto          | 5:44 |
| 5.                     | "Rather Be" (met Jess Glynne, the Magician Remix) | Patterson • Napier • Marshall • Chatto | 4:34 |
| Totale lengte: 1:07:32 |                                                   |                                        |      |

## Verschijningsdata
| Land                | Datum        | Formaat/formaten           | Label    |
| ------------------- | ------------ | -------------------------- | -------- |
| Duitsland           | 30 mei 2014  | cd, muziekdownload         | Warner   |
| Ierland             | 30 mei 2014  | cd, cd+dvd, muziekdownload | Atlantic |
| Frankrijk           | 2 juni 2014  | cd, muziekdownload         | Warner   |
| Verenigd Koninkrijk | 2 juni 2014  | cd, cd+dvd, muziekdownload | Atlantic |
| Italië              | 3 juni 2014  | Muziekdownload             | Warner   |
| Spanje              | 3 juni 2014  | Muziekdownload             | Warner   |
| Japan               | 11 juni 2014 | cd, muziekdownload         | Warner   |
| Canada              | 17 juni 2014 | cd, muziekdownload         | Warner   |
| Verenigde Staten    | 17 juni 2014 | Muziekdownload             | Atlantic |